# Rembes
Rembes is een bestuurslaag in het regentschap Semarang van de provincie Midden-Java, Indonesië. Rembes telt 3209 inwoners (volkstelling 2010).